# Padraic Fallon
Padraic Fallon   (Athenry, 3 de gener de 1905 - Preston Hall, Aylesford, 9 d'octubre de 1974) fou un poeta i dramaturg irlandès

## Biografia
Fallon va néixer i es va educar a Athenry, Comtat de Galway; la seva criança i les seves impressions primerenques de la ciutat i el paisatge circumdant estan íntimament descrits en la seva poesia. Després de fer oposicions, el 1923 es traslladà a Dublín per treballar en les duanes. A Dublín formà part del cercle de George William Russell (que usava el pseudònim Æ) qui va animar les seves ambicions literàries i feu els arranjaments de la seva poesia primerenca per a ser publicada. L'unia una estreta amistat amb Seumas O'Sullivan, editor de la Revista de Dublín, els poetes Austin Clarke, Robert Farren, F.R. Higgins i Patrick McDonagh i més tard el novel·lista James Plunkett. El 1939, Fallon va deixar Dublín per servir com a funcionari de duanes al comtat de Wexford, on visqué amb la seva muller, Dorothea (de soltera Maher), i els seus sis fills. Durant aquest temps esdevingué un amic íntim del pintor Tony O'Malley. Fallon es jubilà de l'administració pública ("Civil Service") el 1963, retornant a Dublín abans de traslladar-se a Cornualla, el 1967. Posteriorment retornà a Irlanda, el 1971, passant els seus darrers anys a Kinsale.

## Obra

### Obres literàries i dramàtiques
La poesia primerenca, les històries curtes i la crítica literària de Fallon van ser publicades a The Dublin Magazine i The Bell. Fallon fou un col·laborador regular a Radio Éireann en les dècades de 1940 i 1950, fent-hi tasques de periodista, guionista i crític literari. Un cert nombre de les seves històries curtes i de les seves peces dramàtiques primerenques van ser retransmeses per l'emissora durant el 1940. Algunes de les seves obres dramàtiques radiofòniques foren posteriorment retransmeses pel tercer programa (Third Programme) de la BBC i traduïdes a Alemanya, Holanda, i Hongria. Una peça teatral, "Seventh Step", fou escenificada al Globe Theatre de Dublín el 1954; una segona obra, Sweet Love 'till Morn, es representà a l'Abbey Theatre el 1971. Fallon també va escriure peces dramàtiques per a la televisió, com A Sword of Steel (1966) i The Fenians (1967), l'última produïda per James Plunkett.

### Obra publicada
Tot i que seva poesia havia anat apareixent a The Dublin Magazine, The Bell, The Irish Times i en algunes antologies, el seu primer volum de poesia recopilada, Poems, que incorporava alguns poemes inèdits, no va editar-se fins al 1974, mesos abans de la seva mort. Tres volums de la seva poesia, editats pel seu fill, el periodista i crític Brian Fallon, foren publicats pòstumament: Poems and Versions el 1983, Collected Poems, amb una introducció de Seamus Heaney, el 1990; i A Look in the Mirror and Other Poems, amb una introducció d'Eavan Boland, el 2003. El 2005, tres de les peces teatrals poètiques de Fallon, The Vision of Mac Conglinne, The Poplar i The Hags of Clough foren publicats en un volum. Una selecció de les seves obres en prosa i de la seva obra crítica fou editada per Brian Fallon, A Poet's Journal, publicada en el mateix any.

### Edicions
- A Poet's Journal Lilliput Press (2005) ISBN 978-1-84351-074-1
- The Vision of Mac Conglinne and Other Plays Carcanet (2005) ISBN 1-85754-663-6
- A Look in the Mirror' and Other Poems Carcanet (2003) ISBN 1-85754-642-3
- Collected Poems Carcanet (1990) ISBN 978-1-85235-052-9
- Poems and Versions Carcanet (1983) ISBN 0-85635-431-7
- Poems Dolmen Press (1974) ISBN 0-85105-235-5